# モハンマド・ハッサン・ギャンジ
モハンマド・ハッサン・ギャンジ 博士（ペルシア語: محمدحسن گنجی、1912年6月11日 - 2012年7月19日） は、イランの気象学者、知識人。ビルジャンド生まれ。イランの現代地理学の父とされている。 
ギャンジ博士は1955年にイラン気象機関を設立し、1956年から1968年まではイラン気象局の局長を務めた。 
ペルシャ語と英語で130以上の記事を書いており、長年にわたって多くの学者や地理学の修士を教えてきた。イランの現代地理学の父。著作のひとつに『ペルシャ湾の名称に関する史料、いにしえの永遠の遺産』がある。